# Holger Gehrke
Holger Gehrke (Nyugat-Berlin, 1960. augusztus 22. –) német labdarúgó, edző. Gehrke pályafutása során 86 Bundesliga mérkőzésen játszott a Blau-Weiß Berlin, a Schalke és a Duisburg színeiben, valamint a Köln edzőjeként egy rövid időre kipróbálhatta magát a Bundesliga 2 küzdelmeiben is. Jelenleg ő a magyar válogatott kapusedzője.

## Statisztika
(2016. március 21. szerint)
| 1. FC Köln | 2006. november 10. | 2006. november 26. | 3 | 1 | 1 | 1 |  |
| Összesen   | Összesen           | Összesen           | 3 | 1 | 1 | 1 |  |

## Fordítás
- Ez a szócikk részben vagy egészben  a   Holger Gehrke című német Wikipédia-szócikk fordításán alapul.  Az eredeti cikk szerkesztőit annak laptörténete sorolja fel. Ez a jelzés csupán a megfogalmazás eredetét és a szerzői jogokat jelzi, nem szolgál a cikkben szereplő információk forrásmegjelöléseként.